# يونيون سيتي (إنديانا)
يونيون سيتي (بالإنجليزية: Union City, Indiana)‏ هي مدينة تقع في الولايات المتحدة في Randolph County. يقدر عدد سكانها بـ 3,584 نسمة ومساحتها 5.72 كم2 وترتفع عن سطح البحر 343 متر.

## التركيبة السكانية
قام مكتب تعداد الولايات المتحدة بتحديد بيانات التركيبة السكانية ليونيون سيتي في تعداد الولايات المتحدة. في ما يلي، التركيبة السكانية حسب تعدادي 2000 و2010.

### تعداد عام 2000
بلغ عدد سكان يونيون سيتي 3,622 نسمة بحسب تعداد عام 2000، وبلغ عدد الأسر 1,569 أسرة وعدد العائلات 969 عائلة مقيمة في المدينة. في حين سجلت الكثافة السكانية 1,995.1 نسمة لكل ميل مربع (770.3/كم2). وبلغ عدد الوحدات السكنية 1,738 وحدة بمتوسط كثافة قدره 957.3 نسمة لكل ميل مربع (369.6/كم2).
وتوزع التركيب العرقي للمدينة بنسبة 94.04% من البيض و 0.17% من الأمريكيين الأصليين و 0.22% من الأمريكيين ذوي الأصول الآسيوية و 0.08% من سكان جزر المحيط الهادئ و 1.02% من الأمريكيين الأفارقة و 1.35% من عرقين مختلطين أو أكثر.
```
وبلغت نسبة 
الأزواج
 القاطنين مع بعضهم البعض 46.3% من أصل المجموع الكلي للأسر، ونسبة 11.7% من الأسر كان لديها معيلات من الإناث دون وجود شريك، وكانت نسبة 38.2% من غير العائلات. تألفت نسبة 34.4% من أصل جميع الأسر من أفراد ونسبة 17.8% كانوا يعيش معهم شخص وحيد يبلغ من العمر 65 عاماً فما فوق. وبلغ متوسط حجم الأسرة المعيشية 2.91، أما متوسط حجم العائلات فبلغ 2.29.
```

بلغ العمر الوسطي للسكان 37 عاماً. وكانت نسبة 9.2% بين الثامنة عشر والأربعة وعشرون عاماً، ونسبة 25.9% كانت واقعةً في الفئة العمرية ما بين الخامسة والعشرون حتى والأربعة وأربعون عاماً، ونسبة 21.5% كانت ما بين الخامسة والأربعون حتى الرابعة والستون، ونسبة 18.2% كانت ضمن فئة الخامسة والستون عاماً فما فوق. يوجد لكل 100 أنثى 90.4 ذكر، ويوجد لكل 100 أنثى في الثامنة عشر من عمرها فما فوق 88.3 ذكر.
بلغ متوسط دخل الأسرة في المدينة 26,526 دولار، أما متوسط دخل العائلة فبلغ 34,250 دولار. وكان متوسط دخل الذكور 27,877 دولار مقابل 17,850 دولار للإناث. وسجل دخل الفرد الخاص بالمدينة 13,981 دولار. وكانت نسبة 14.5% من العائلات ونسبة 19.7% من السكان تحت خط الفقر، وكان من هؤلاء نسبة 31.4% تحت سن الثامنة عشر ونسبة 14.1% في الخامسة والستين من العمر وما فوق.

### تعداد عام 2010
بلغ عدد سكان يونيون سيتي 3,584 نسمة بحسب تعداد عام 2010، وبلغ عدد الأسر 1,477 أسرة وعدد العائلات 922 عائلة مقيمة في المدينة. في حين سجلت الكثافة السكانية 1,629.1 نسمة لكل ميل مربع (629.0/كم2). وبلغ عدد الوحدات السكنية 1,733 وحدة بمتوسط كثافة قدره 787.7 لكل ميل مربع (304.1/كم2).
وتوزع التركيب العرقي للمدينة بنسبة 87.6% من البيض و 0.1% من الأمريكيين الأصليين و 0.1% من الأمريكيين ذوي الأصول الآسيوية و 1.1% من الأمريكيين الأفارقة و 1.9% من عرقين مختلطين أو أكثر.
بلغ عدد الأسر 1,477 أسرة كانت نسبة 33.0% منها لديها أطفال تحت سن الثامنة عشر تعيش معهم، وبلغت نسبة الأزواج القاطنين مع بعضهم البعض 41.4% من أصل المجموع الكلي للأسر، ونسبة 15.2% من الأسر كان لديها معيلات من الإناث دون وجود شريك، بينما كانت نسبة 5.8% من الأسر لديها معيلون من الذكور دون وجود شريكة وكانت نسبة 37.6% من غير العائلات. وبلغ متوسط حجم الأسرة المعيشية 3.04، أما متوسط حجم العائلات فبلغ 2.43.
بلغ العمر الوسطي للسكان 35.4 عاماً. وكانت نسبة 28.3% من القاطنين تحت سن الثامنة عشر، وكانت نسبة 8.7% بين الثامنة عشر والأربعة وعشرون عاماً، ونسبة 24.7% كانت واقعةً في الفئة العمرية ما بين الخامسة والعشرون حتى والأربعة وأربعون عاماً، ونسبة 21.9% كانت ما بين الخامسة والأربعون حتى الرابعة والستون، ونسبة 16.5% كانت ضمن فئة الخامسة والستون عاماً فما فوق. وتوزع التركيب الجنسي للسكان بنسبة 48.6% ذكور و51.4% إناث.